# التهاب اللثة التنخري
التهاب اللثة التنخري (اختصارًا NG) هو إصابة شائعة وغير معدية للثة تبدأ عادة بشكل مفاجئ. المظاهر الرئيسية هي ألم اللثة ونزفها وتقرح الحليمات بين الأسنان (أجزاء اللثة بين السنية). يصنف هذا المرض، إلى جانب التهاب النسج حول السنية التنخري (NP) والتهاب الفم التنخري، على أنها أمراض اللثة التنخرية، وهي أحد الأنواع الثلاثة العامة لأمراض اللثة الناجمة عن التهاب اللثة (التهاب النسج اللثوية).
إن ألم اللثة الشديد الذي يميز التهاب اللثة التنخري يميزه عن التهاب اللثة الشائع أو التهاب اللثة المزمن الذي نادرًا ما يكون مؤلمًا. إذا لم يعالج التهاب اللثة التنخري بشكل صحيح أو جرى إهماله، فقد يصبح مزمنًا و/أو متكررًا. البكتيريا المسببة هي في الغالب البكتيريا اللاهوائية، وخاصة أنواع البكتيريا المغزلية والسبيروشيت.
وتشمل العوامل المؤهبة سوء الصحة الفموية، والتدخين، وسوء التغذية، والضغط النفسي، وضعف جهاز المناعة. عندما يتعلق الأمر بفقدان الارتباط العظمي، يستخدم مصطلح التهاب النسج حول السنية التنخري. يعالج التهاب اللثة التنخري عن طريق إزالة أنسجة اللثة الميتة والمضادات الحيوية (عادة ميترونيدازول) في المرحلة الحادة، وتحسين الصحة الفموية لمنع تكرارها. على الرغم من أن الحالة لها بداية سريعة ومنهكة، لكنها عادةً ما تُشفى بسرعة ولا تسبب أي ضرر جسيم. نشأ الاسم غير الرسمي فم الخندق خلال الحرب العالمية الأولى حيث أصيب العديد من الجنود بالمرض، ربما بسبب الظروف السيئة والضغط النفسي الشديد.

## العلامات والأعراض
في المراحل المبكرة قد يشكو بعض الأشخاص المصابين من شعور بالضيق حول الأسنان. يجب وجود ثلاث علامات/أعراض لتشخيص هذه الحالة:
- آلام شديدة في اللثة.
- نزيف اللثة الغزير الذي يتطلب القليل من التحريض أو قد لا يتطلب أي تحريض.
- تتقرح الحليمات بين الأسنان مع الأنسجة الميتة. وصف النخر الحليمي لالتهاب اللثة التنخري بأنه (مثقوب).

قد تظهر علامات وأعراض أخرى، ولكن ليس دائمًا.
- رائحة النفس الكريهة.
- الطعم السيئ (الطعم المعدني).

من النادر حدوث الشعور بالضيق والحمى و/أو تضخم العقدة اللمفاوية العنقية (على عكس السمات النموذجية لالتهاب الفم الهربسي). يكون الألم موضعيًا بشكل جيد إلى حدٍ ما في المناطق المصابة. قد تكون التفاعلات الجهازية أكثر وضوحًا عند الأطفال. يعد سرطان الفم (نوما) من المضاعفات النادرة جدًا، وعادةً ما يصيب الأطفال الضعفاء. يمكن ملاحظة مظاهر مشابهة ولكن مع ألم أكثر شدة في التهاب اللثة التنخري في فيروس نقص المناعة البشرية/الإيدز.